# Érd
Pour les articles homonymes, voir Erd.
Érd [ˈeːɾd] est une des principales villes du comitat de Pest, au centre de la Hongrie.

## Histoire
La région est habitée depuis la préhistoire. 
Des fouilles archéologiques ont prouvé la présence d'un habitat sur le site d'Erda datant d'au moins 50 000 ans.
La ville a été mentionnée pour la première fois dans des documents sous le nom d'Erd en 1243.
De 1543 à 1684, Erd était sous domination de l'Empire ottoman. 
Les Turcs y ont construit un château fort et une mosquée. 
Pendant la période de domination ottomane, la ville portait le nom de Hamzabeg.
Aux XVIIIe et XIXe siècles, la ville s'est développée rapidement, tout en restant avant tout le centre d'une région agricole. De nouvelles entreprises industrielles ne sont apparues ici que dans les années 1970. Dans les années 1990, Erd est devenue la ville à la croissance la plus rapide du pays, en raison de la situation économique relativement prospère de la ville, alors que de nombreuses régions hongroises connaissaient une grave crise. La croissance rapide de la population de la ville se poursuit encore aujourd'hui.

## Géographie
La ville, construite sur la rive droite du Danube, est située à 20 kilomètres au sud-ouest du centre de Budapest et à 5 kilomètres des quartiers sud-ouest de la capitale hongroise.

## Population
| 1870  | 1880  | 1890  | 1900  | 1910  | 1920  |
| ----- | ----- | ----- | ----- | ----- | ----- |
| 3 027 | 3 188 | 3 343 | 3 480 | 3 953 | 3 990 |

| 1930  | 1941   | 1949   | 1960   | 1970   | 1980   |
| ----- | ------ | ------ | ------ | ------ | ------ |
| 5 632 | 14 523 | 16 444 | 23 047 | 31 205 | 41 330 |

| 1990   | 2001   | 2011   | 2022   | - | - |
| ------ | ------ | ------ | ------ | - | - |
| 43 327 | 56 567 | 63 631 | 71 425 | - | - |

## Transports
Erd est un grand carrefour ferroviaire et routier, avec des routes menant à Budapest, au sud-ouest vers Székesfehérvár et Balaton et au sud vers Pécs. 

### Axes routiers
La route principale 6 et la route principale 7, qui traversaient autrefois le centre-ville et généraient beaucoup de trafic, se croisent à Érd. 
La rocade de contournement sud commune des deux routes principales a été achevée en 1992. 
L'autoroute M6 parallèle à route principale 6  a été mise en service le 11 juin 2006. 
L'autoroute M6 croise le périphérique M0 entre Diósd et Nagytétény. 
L'autoroute M7 traverse Érd-Parkváros, depuis le 17 juin 1966. 
Une route secondaire, la route 8103, relie également la ville au centre de Törökbálint.

## Personnalités
- Krisztina Egerszegi , nageuse championne olympique
- Attila Fiola , footballeur

## Jumelages
| Ville | Ville    | Pays | Pays        | Période                  |
| ----- | -------- | ---- | ----------- | ------------------------ |
|       | Levice   |      | Slovaquie   |                          |
|       | Lubaczów |      | Pologne     |                          |
|       | Poynton  |      | Royaume-Uni |                          |
|       | Reghin   |      | Roumanie    |                          |
|       | Subotica |      | Serbie      | depuis le 8 juillet 2010 |
|       | Zhuzhou  |      | Chine       |                          |